# Кохоа
Кохо́а (Cochoa) — рід горобцеподібних птахів родини дроздових (Turdidae). Представники цього роду мешкають в Гімалаях і Південно-Східній Азії.

## Опис
Кохоа — яскраво забарвлені птахи середнього розміру, довжина яких становить 23-28 см. а вага 88-122 г. Їм притаманний статневий диморфізм. Кохоа живуть в тропічних лісах поблизу води, живляться комахами і молюсками.

## Таксономія
Таксономічне положення кохоа довгий час було невизначеним. Різні дослідники відкосили їх до родини дроздових (Turdidae), мухоловкових (Muscicapidae) або багадаїсових (Prionopidae). За результатами низки молекулярно-філогенетичних досліджень вивявилося, що кохоа належать до родини дроздових.

### Види
Виділяють чотири види:
- Кохоа пурпуровий (Cochoa purpurea)
- Кохоа зелений (Cochoa viridis)
- Кохоа сапфіровий (Cochoa beccarii)
- Кохоа синій (Cochoa azurea)

## Етимологія
Наукова назва роду Cochoa походить від непальської назви пурпурового кохоа (Cochoa purpurea).